# Hornborga församling
Hornborga församling är en församling i Falköpings och Hökensås kontrakt i Skara stift. Församlingen ligger i Falköpings kommun i Västra Götalands län och ingår i Stenstorps pastorat. Församlingen bildades 2006. 

## Administrativ historik
En församling med detta namn fanns före 1989 som då upp gick i Broddetorps församling.  
Församlingen återbildades 2006 genom sammanslagning av Broddetorps, Håkantorps, Segerstads och Valtorps församlingar och är sedan dess annexförsamling i pastoratet Stenstorp, Hornborga, Dala-Borgunda-Högstena (före 2010 Dala, Borgunda och Högstena församlingar)  och Gudhem.

## Kyrkor
- Broddetorps kyrka (församlingskyrka även för Hornborga, Sätuna och Bolums gamla församlingar)
- Håkantorps kyrka
- Segerstads kyrka
- Valtorps kyrka